# Giuseppe Schillaci

Wappen von Giuseppe Schillaci als Bischof von Lamezia Terme

Giuseppe Schillaci (* 8. Januar 1958 in Adrano, Provinz Catania, Italien) ist ein italienischer Geistlicher und römisch-katholischer Bischof von Nicosia.

## Leben
Giuseppe Schillaci studierte Philosophie an der Universität Catania und setzte seine Priesterausbildung am Päpstlichen Französischen Priesterseminar in Rom fort. An der Päpstlichen Universität Gregoriana erwarb er einen Abschluss in Philosophie. Am 4. Juli 1987 empfing er durch Erzbischof Domenico Picchinenna das Sakrament der Priesterweihe für das Erzbistum Catania.
Nach erster Tätigkeit in der Pfarrseelsorge war er von 1994 bis 1998 Subregens des Priesterseminars von Catania. Von 1999 bis 2006 war er Bischofsvikar für die Kultur und von 1999 bis 2007 Vizepräsident des theologischen Studiums San Paolo in Catania. Von 2008 bis 2019 war er Regens des Priesterseminars von Catania.
Am 3. Mai 2019 ernannte ihn Papst Franziskus zum Bischof von Lamezia Terme. Der Erzbischof von Catania, Salvatore Gristina, spendete ihm am 6. Juli desselben Jahres in der Kathedrale von Lamezia Terme die Bischofsweihe. Mitkonsekratoren waren sein Amtsvorgänger Luigi Antonio Cantafora und der Erzbischof von Catanzaro-Squillace, Vincenzo Bertolone.
Am 23. April 2022 ernannte ihn Papst Franziskus zum Bischof von Nicosia. Die Amtseinführung fand am 11. Juni 2022 statt.